# Nässelskål
Nässelskål (Belonidium sulphureum) är en svampart som först beskrevs av Christiaan Hendrik Persoon, och fick sitt nu gällande namn av Raitv. 1970. Belonidium sulphureum ingår i släktet Belonidium och familjen Hyaloscyphaceae.   Inga underarter finns listade i Catalogue of Life.
I den svenska databasen Dyntaxa används istället namnet Trichopeziza sulphurea för samma taxon.  Arten är reproducerande i Sverige.